# Paul C. Lauterbur

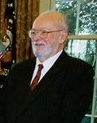
Paul C. Lauterbur 2003

Paul C. Lauterbur, född 6 maj 1929 i Sidney, Ohio, död 27 mars 2007 i Urbana, Illinois, var en amerikansk nobelpristagare i fysiologi eller medicin år 2003. Han tilldelades priset för sina "upptäckter rörande avbildning med magnetresonans". Han delade priset med britten Sir Peter Mansfield.
Lauterbur och Mansfield har gjort avgörande upptäckter av hur magnetresonans kan utnyttjas för att avbilda olika strukturer i kroppens inre organ. Dessa upptäckter har lett fram till den moderna magnetkameran (magnetresonanstomografi, MRT) som inneburit ett stort genombrott inom sjukvård och medicinsk forskning.
Lauterbur upptäckte möjligheten att skapa en tvådimensionell bild genom att införa s.k. gradienter som förändrade magnetfältets styrka. Genom att analysera egenskaperna hos den tillbakasända radiovågen kunde han exakt bestämma dess ursprung. På så sätt kunde man bygga upp tvådimensionella bilder av strukturer som inte kunde särskiljas med andra tekniker.
Mansfield vidareutvecklade arbetet med att utnyttja gradienter i magnetfältet. Han visade hur signalerna skulle bearbetas matematiskt och datoranalyseras så att en användbar avbildningsteknik kunde utvecklas. Mansfield visade också hur extremt snabb avbildning skulle kunna ske, något som blev tekniskt och praktiskt möjligt inom medicinen först ett tiotal år senare.
Den medicinska användningen av magnetresonanstomografi har utvecklats mycket snabbt. De första magnetkamerorna inom sjukvården togs i bruk i början av 1980-talet. År 2002 fanns i hela världen mer än 22 000 magnetkameror, och det gjordes över 60 miljoner magnetkameraundersökningar. I Sverige finns drygt ett hundratal magnetkameror för kliniskt bruk, och antalet undersökningar beräknas överstiga 300 000 per år.

## Utmärkelser
- Max Delbruck-priset,  1983[16][17]
- Howard N. Potts-medaljen,  1983[18]
- Lasker-DeBakey Clinical Medical Research Award,  1984[19]
- Gairdner Foundation International Award,  1985
- Charles F. Kettering Prize,  1985[20]
- Harvey-priset,  1986[21]
- IEEE Medal of Honor,  1987[22]
- National Medal of Science,  1987
- Röntgen-plaketten,  1987
- National Medal of Technology and Innovation,  1988[23]
- Dr A.H. Heinekenpriset för medicin,  1989
- Bower Award and Prize for Achievement in Science,  1990[24]
- Dickson-priset i vetenskap,  1993
- Kyotopriset för avancerad teknologi,  1994[25][26]
- NAS Award for Chemistry in Service to Society,  2001[27]
- Nobelpriset i fysiologi eller medicin, med  Peter Mansfield,  2003[28][29][30]
- National Inventors Hall of Fame,  2007[31][32]

[Redigera Wikidata]